# Erik Lindh (żeglarz)

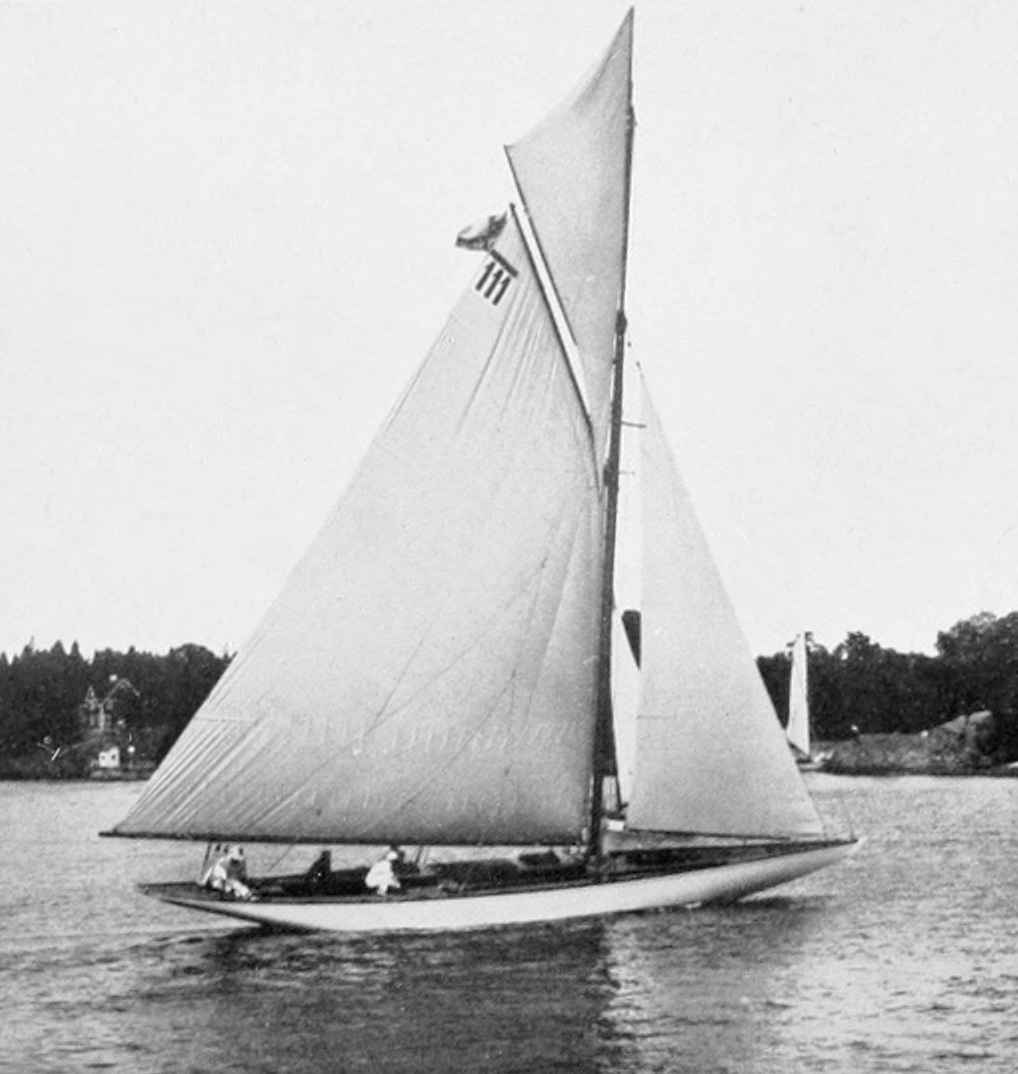
Nina

Erik Aleksander Lindh (ur. 1 maja 1865 w Hämeenkoski, zm. 1 grudnia 1914 w Juva) – fiński żeglarz, olimpijczyk, zdobywca srebrnego medalu w regatach na Letnich Igrzyskach Olimpijskich w 1912 roku w Sztokholmie.
Na Letnich Igrzyskach Olimpijskich 1912 zdobył srebro w żeglarskiej klasie 10 metrów. Załogę jachtu Nina tworzyli również Harry Wahl, Waldemar Björkstén, Jacob Björnström, Bror Brenner, Allan Franck i Aarne Pekkalainen.